# مجمع اللغة العربية بالخرطوم
مجمع اللغة العربية في الخرطوم أو مجمع اللغة العربية السوداني هو مجمع للغة العربية تأسس في عام 1993 في العاصمة السودانية الخرطوم. وكان أول أنشطته بعد افتحاحه هو إقامة دورات لتدريب المذيعين على كيفية التحدث بالعربية الفصحى بشكل صحيح، وفي عام 1995 انضم المجمع إلى اتحاد مجامع اللغة العربية حيث بدأ بالعمل حينها بشكل منسق مع باقي مجامع اللغة العربية لتحقيق أكثر مما كان يُحققه وحده. وقد كان أول رئيس للمجمع هو د.عبد الله الطيب. وقد كان لعبد الله الطيب الكثير من الأبحاث العلمية والمحاضرات التي ألقاها في مجمع اللغة العربية في الخرطوم، كما أن لديه العديد من المقالات في مجلة المجمع.وهو من عضو قديم بمجمع اللغة العربية بالقاهرة وقد كان له نشاط كبير فيه حتى وفاته في 19 حزيران (يونيو) 2003. وفي نيسان (أبريل) 1990 أصبح الرئيس هو محمد مهر علي، ثم علي أحمد محمد بابكر لاحقاً وحتى الآن، وهو أستاذ في العلوم الشرعية والعربية وشاعر له ديوان مطبوع وأديب معروف في السودان، درس في عدد من الجامعات السودانية والعربية ومدير (رئيس) سابق لجامعة أم درمان الإسلامية لمدة 12 عاماً.

## وصلات خارجية
- موقع المجمع الرسمي.